# Спойлер (автомобиль)

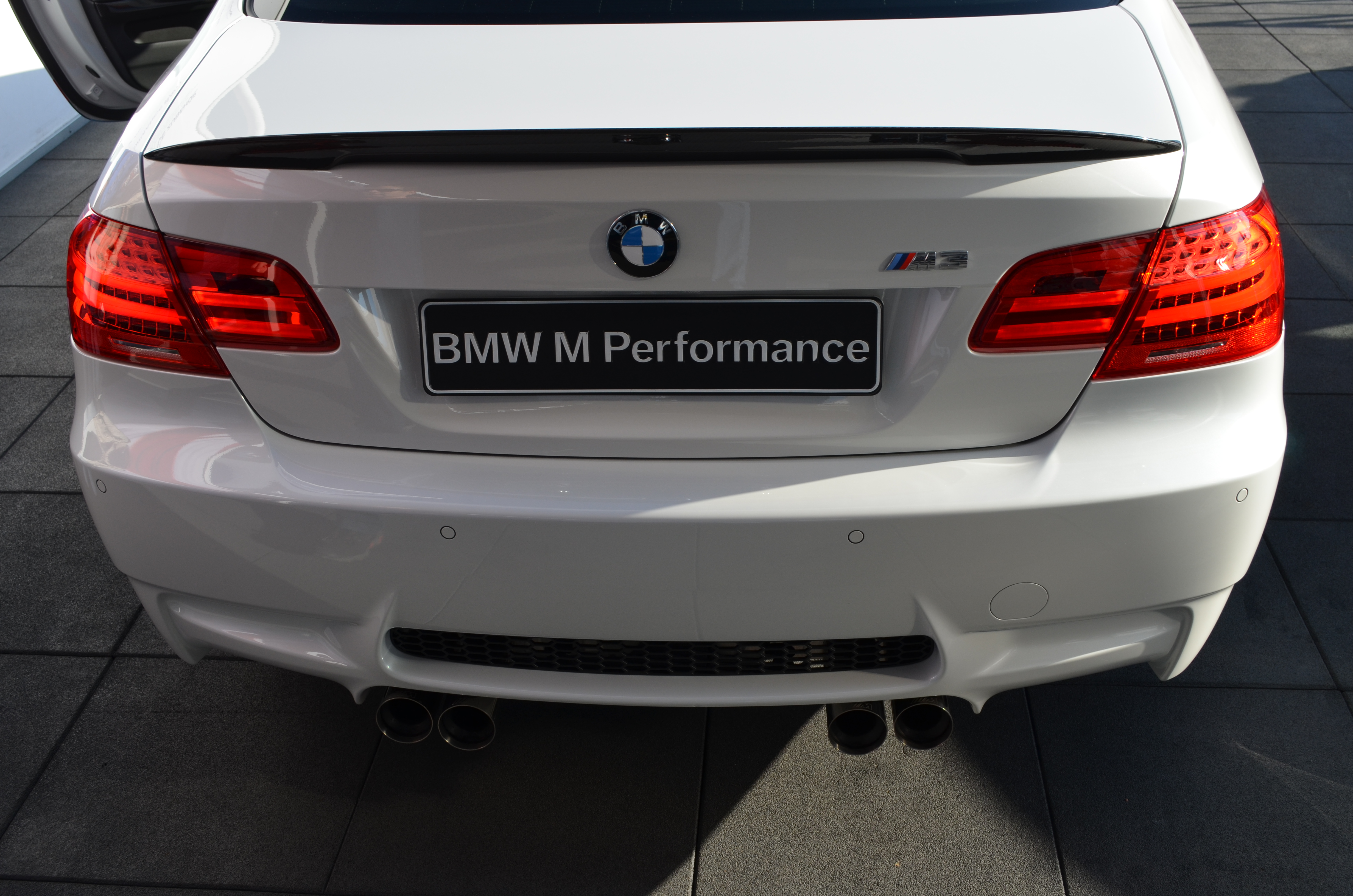
Задний спойлер из стеклопластика на БМВ Е92 М3 окрашен в чёрный цвет

Спойлер (англ. spoiler) — специальный элемент (или набор элементов), изменяющий аэродинамические свойства кузова автомобиля, перенаправляя воздушные потоки для увеличения прижимной силы, борьбы с загрязнением кузова автомобиля.

## Терминология
Спойлер не следует путать с антикрылом, основной задачей которого является увеличение прижимной силы автомобиля, благодаря чему повышаются сцепные свойства последнего с опорной поверхностью. Антикрылья обычно повышают аэродинамическое сопротивление автомобиля.

## Типы спойлеров

### По месту расположения на кузове
- Юбки бамперов.
- Боковые юбки англ. side skirts.
- Спойлеры крыши англ. roof spoilers.
- Задний спойлер устанавливается в заднем конце автомобиля, на крышке багажника (или капота у заднемоторных авто). Конструкция такого спойлера иногда используется не только для аэродинамического эффекта, но и для упрочнения крышки багажника[2].

### По стилям
В американской и общемировой индустрии тюнинга выделяют два стиля спойлеров:
- Заводской стиль англ. OEM style — чаще всего в этом стиле изготовляются спойлеры, ничем не отличающиеся от изделий, производимых заводами — изготовителями самих автомобилей.
- Индивидуальный стиль англ. custom style — индивидуальные спойлеры изготовляются небольшими партиями и имеют самые различные формы, иногда это проверенные в аэродинамической трубе изделия, а иногда абсолютно нерациональная дань моде, хотя производители зачастую указывают на безупречные аэродинамические качества спойлеров.

### По функциям
Грязезащитные спойлеры используются, например, для предотвращения «засасывания» из-под днища потока воздуха, несущего грязь с дороги, на заднее стекло. Такие спойлеры создают и направляют отсекающий воздушный поток сверху. Коэффициент аэродинамического сопротивления при этом меняется несущественно.

## Типы материалов
Спойлеры изготовляются из:
- Стеклопластик (фиберглас). Пластик на основе синтетических смол, армированный стекловолокном. Использование этого материала в производстве деталей автомобиля в первую очередь продиктовано дешевизной изготовления. Спойлер из фибергласа состоит из стекловолокнистого наполнителя, скреплённого синтетической смолой. Стеклопластик достаточно крепок и хорошо поддаётся обработке, но в массовых количествах изготовление становится нерентабельным.
- ABS-пластик. Основная масса заводских спойлеров автомобилей изготовлена литьём из ABS пластиков с различными примесями, придающими этому лёгкому, но достаточно хрупкому материалу пластичность. Слабой стороной этого материала является его хрупкость, которая увеличивается с возрастом изделия (вследствие испарения летучих фенолов). Недорогой в производстве.
- Силиконы. С недавних времён в производстве используются кремнийорганические полимеры (силиконы). Плюсом этого материала является его большая пластичность. Силиконы обладают высокими термо-показателями и большим сроком службы.
- Углепластик (карбон). Самый современный материал — аналог фибергласа на основе углеволокна, (англ. carbon fiber). Углепластик (карбон) — лёгкий, крепкий и очень дорогой материал. В отличие от обыкновенного фибергласа — затвердевание связующей смолы происходит в барокамере при высоких давлении и температуре. В связи с этим трудо- и энергоёмкость при изготовлении не даёт массовым производителям широко применять этот материал в автомобилестроении.
- Сталь и алюминий. Как правило «лезвие» спойлера изготавливается из алюминиевой полосы, а стойки и закрылки — из листовой стали.

## Принцип работы
Принцип работы зависит от типа спойлера:

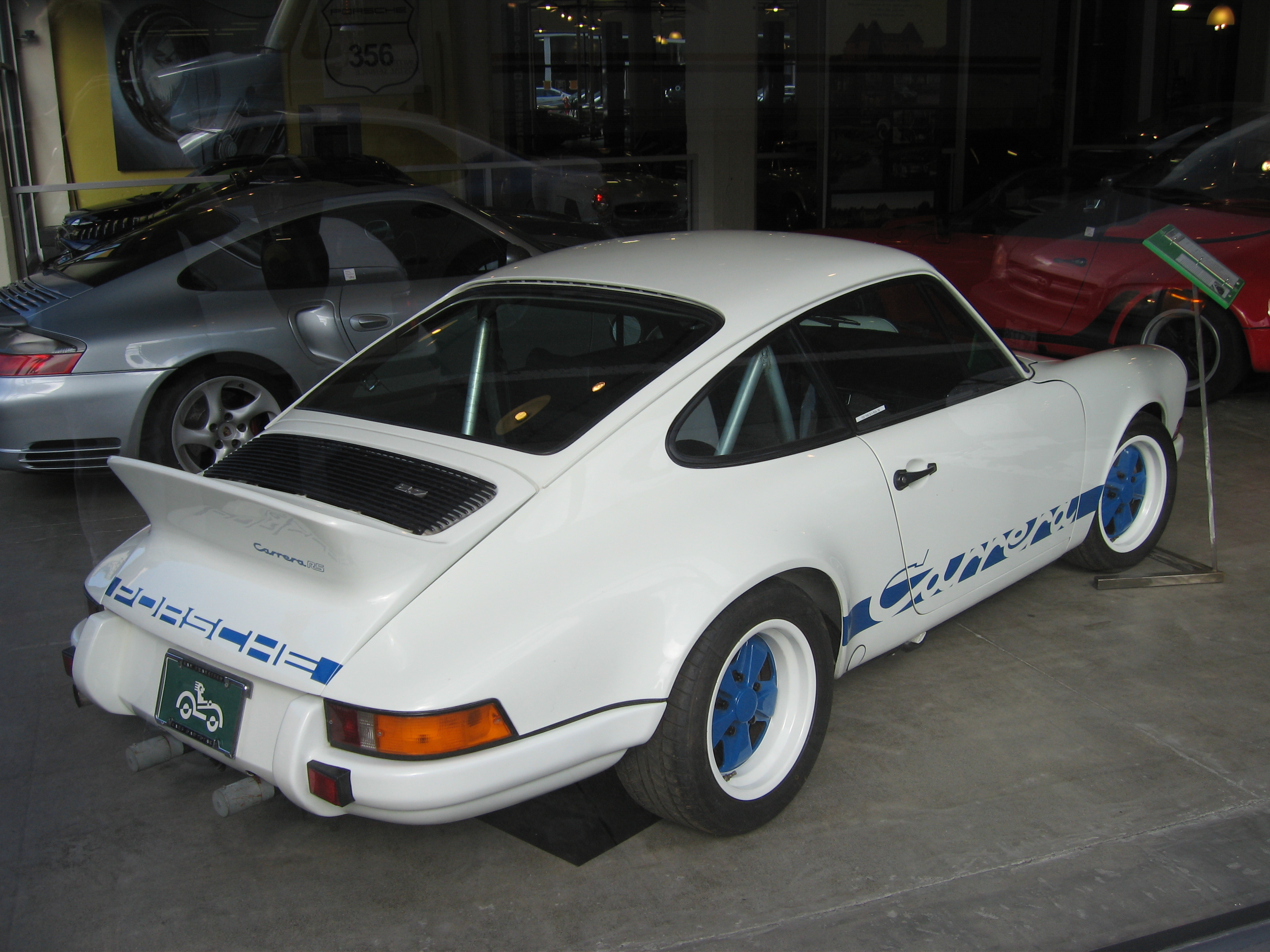
Высокий спойлер на Порше 911 Каррера РС (1973)

- Задний спойлер, расположенный на крышке багажника, увеличивает давление воздуха над крышкой багажника и задним стеклом. Без спойлера в этом месте образуется разрежение воздуха, которое уменьшает прижимную силу (отрицательное давление приподнимает автомобиль) и увеличивает сопротивление (отрицательное давление создаёт силу, направленную назад). Задний спойлер повышает давление воздуха над задней частью автомобиля и тем самым улучшает прижимную силу (до 15% при измерениях на Фольксвагене Сирокко) и уменьшает сопротивление (до 5%). Кроме того, наблюдается неожиданное[4] понижение давления воздуха под автомобилем, также улучшающее прижимную силу. Эффект уменьшения сопротивления пропадает с увеличением высоты спойлера[4], но такие спойлеры иногда применяются для увеличения прижимной силы.
- Юбка на переднем бампере (англ. front spoiler) отклоняет основной поток воздуха от днища автомобиля. Такой спойлер вносит дополнительное сопротивление за счёт увеличения сечения автомобиля, но зато снижает сопротивление жидкого[какого?] трения, создаваемого при взаимодействии потока воздуха с днищем автомобиля; это трение весьма значительно из-за неизбежно выступающих в поток под днищем деталей подвески и трансмиссии. Передний спойлер также приводит к понижению давления под передней частью автомобиля, что приводит как к увеличению прижимной силы, так и, при переднем расположении двигателя, к улучшению циркуляции охлаждающего двигатель воздуха[5].